# Stade Agoè-Nyivé
 (avril 2025).
Si vous disposez d'ouvrages ou d'articles de référence ou si vous connaissez des sites web de qualité traitant du thème abordé ici, merci de compléter l'article en donnant les références utiles à sa vérifiabilité et en les liant à la section « Notes et références ».
Le stade Agoè-Nyivé est un stade de football situé à Lomé.
Ce stade de 8 500 places accueille les matches à domicile de l'Olympique Club Agaza Omnisports, de l'AS Douanes et du Dynamic Togolais.

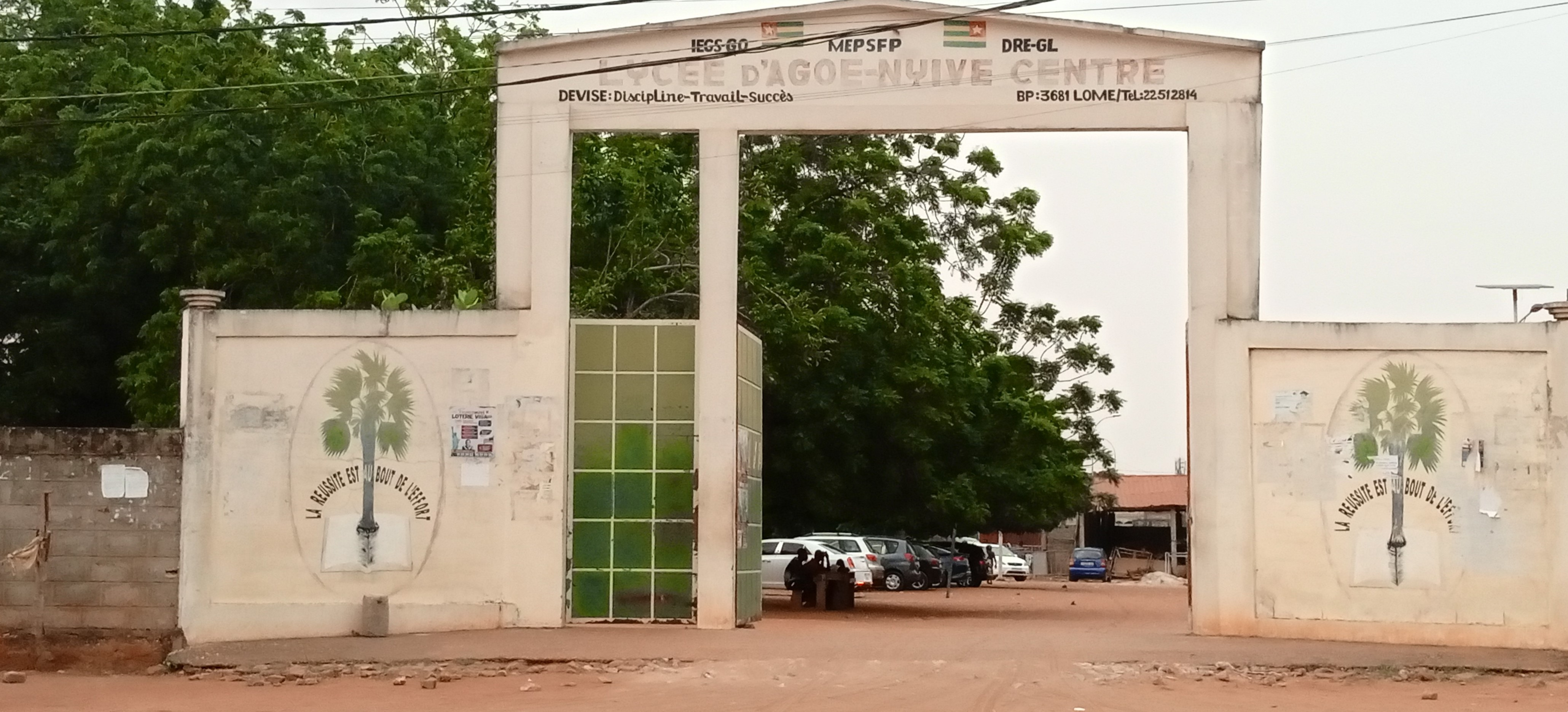
Lycée d'Agoè Nyivé à Lomé